# Topsfield (Massachusetts)
Topsfield – miasto w Stanach Zjednoczonych, w stanie Massachusetts, w hrabstwie Essex.